# Companhia Clic
Companhia Clic fue una banda musical de axé brasileño y samba-reggae que surgió en Salvador de Bahía.
Estuvo activa desde 1988 hasta mediados de 1991. Fue integrada por Daniela Mercury (gran representante del género axé de Bahía), Sergio Henrique, Jonga Cunha, Rudnei Monteiro, Raúl y Marcus Carlos Gomes Sampaio. 
Sólo dos álbumes vieron la luz antes de que la banda se desintegrase. Las canciones "Pega que oh!" y la 
"Ilha das Bananas" tuvieron éxito en las radios de Bahía a finales de década de 1980. 

## Discografía
Companhia Clic - Vol 1 (1988). 
Companhia Clic - Vol 2 (El dorado, 1990, CD):
- 1 Vida ligeira
- 2 Te precurei
- 3 Zona solidāo
- 4 Pega que oh...!
- 5 Porto Belo
- 6 Temporais
- 7 Vou de vez
- 8 Espada de Xangō
- 9 Managua
- 10 Tō na māo
- 11 Bruxa
- 12 Luxo de veijar
- 13 Ilha das Bananas
- 14 Perto da selva
- 15 Questaō de prazer

Companhia Clic - Vol. 3 (Overseas records, 1992, vinilo)
- 1 Tara
- 2 Gandaia
- 3 Faz que trai
- 4 Jeito faceiro
- 5 Pousada do pecado
- 6 Foi você
- 7 Dance da vida
- 8 Bali
- 9 Perto das estrelas
- 10 Charme

Cia. Clic - (Polygram, 1993, CD)
- 1 Brinco de cigana
- 2 Seu perfume
- 3 Foi você
- 4 Ilha deserta (Aos olhos da lua) (Isla desnuda)
- 5 Sou Muzenza
- 6 Só satisfaçāo
- 7 Levada levada
- 8 Lânguida
- 9 Vou pro reggae
- 10 Aquele abraço
- 11 Jeito faceiro
- 12 Preto, preto